# 永田英哉
永田 英哉（ながた ひでや）は、日本のゲームミュージックの作曲家、医師（精神科医）。

## 来歴
『マイコンBASICマガジン』では“Yu-You”のペンネームで活躍。電波新聞社近傍にかつて存在した中華料理店の名前「遊遊」がそのペンネームの由来。
マイコンBASICマガジン誌上の「読者の闘技場」という投稿お笑いコーナーで、「いじられる」ライターの常連だった。
マイコンBASICマガジン誌上での主な活動はMusic Macro Languageによるゲームミュージックのコピー(打ち込みプログラム)の発表や読者の投稿プログラムの批評、FM音源講座などだが、後期にはX68000用音楽演奏ドライバ「NAGDRV」（内蔵FM音源(YM2151)、ADPCM、外部MIDI機器の同期演奏が可能）を発表したりしていたこともある。
ゲームとしては、日本ファルコムの『ソーサリアン』や『イースII』などの作品に携わる。
代表作は、『イースII』の「RUINS OF MOONDORIA（ムーンドリアの廃墟）」・「CAVERN OF RASTEENIE（ラスティーニの洞窟）」・「PALACE OF SALMON（サルモンの神殿）」など。なお、これらの曲やほとんどの曲を永田が作ったX68000版『ボスコニアン』などは古代祐三が作曲したものとよく勘違いされているが、実際には永田が作曲したものである。
現在は、精神科医として活動している。

## 作品リスト
- イースII（PC-8801 falcom）石川三恵子、古代祐三と共作
- ソーサリアン（PC-8801 falcom）
- ドラッケン（PC-9801 EPIC SONY）
- ザ・マン・アイ・ラブ (PC-9801 シンキングラビット)
- カサブランカに愛を (X68000 シンキングラビット)
- アフターバーナー (ゲーム)（X68000 電波新聞社）
- ボスコニアン（X68000 電波新聞社）古代祐三と共作
- モトス（X68000 電波新聞社）
- スペースハリアー（編曲・一部作曲）（FM77AV・X68000 SEGA・電波新聞社）
- マジカルショット（X68000）
- スターシップランデブー(X68000) ※PC-88/98版は崎元仁&岩田匡治による物で、全て別曲。
- メタルジャケット（PlayStation）
- モータートゥーングランプリ1,2（PlayStation）
- トンズラくん（プレイステーション）
- 格闘伝承 F-CUP MANIAX（NINTENDO 64）
- 動物番長（ニンテンドー ゲームキューブ）